# 거제현 관아 송덕비군
거제현 관아 송덕비군(巨濟縣 官衙 頌德碑群)은 대한민국 경상남도 거제시 거제현 관아에 있는 [17~18세기]]의 거제현 관아 송덕비군이다. 2019년 12월 26일 경상남도의 문화재자료 제664호로 지정되었다.

## 지정 사유
거제현 관아 송덕비군은 철비가 6기, 석비가 8기 총14기로 이루어져 있으며 건립연대는 17세기에서 18세기가 대부분이다. 거제지역에 산재한 비를 한 곳에 모아 비군을 만들어 관리하는 것도 의미 있는 일이며, 특히 17~18세기에 많이 세워졌다고 하나 석비에 비해 소수가 전해지고 있는 철비가 6기나 존재하는 것도 그 의미가 크므로 비군 14기 전체를 경상남도 문화재자료로 지정한다.

## 참고 문헌
- 거제현 관아 송덕비군 - 국가유산청 국가유산포털